# Ленчиця (Люблінське воєводство)
Ленчиця (пол. Łęczyca) — село в Польщі, у гміні Бихава Люблінського повіту Люблінського воєводства.
Населення — 84 особи (2011).

## Демографія
Демографічна структура станом на 31 березня 2011 року:
|          | Загалом | Допрацездатний вік | Працездатний вік | Постпрацездатний вік |
| -------- | ------- | ------------------ | ---------------- | -------------------- |
| Чоловіки | 40      | 9                  | 27               | 4                    |
| Жінки    | 44      | 8                  | 25               | 11                   |
| Разом    | 84      | 17                 | 52               | 15                   |